# Ристич, Марко (словенский футболист)
Ма́рко Ри́стич (словен. Marko Ristic; род. 1 ноября 2004) — словенский футболист, защитник клуба «Олимпия».

## Клубная карьера
Ристич — воспитанник клубов «Триглав» и «Олимпия». 6 апреля 2024 года в матче против «Рогашка» он дебютировал в чемпионате Словении в составе последнего. 15 марта 2025 года в поединке против «Радомлье» Марко забил свой первый гол за «Олимпию». В том же месяце игрок получил надрыв крестообразной связки.

## Достижения
Клубные
 «Олимпия»
- Победитель чемпионата Словении: 2024/25